# Parco nazionale Kootenay
Il parco nazionale di Kootenay (in inglese Kootenay National Park) è un parco nazionale situato in Columbia Britannica, in Canada.